# Kodeks 0240
Kodeks 0240 (Gregory-Aland no. 0240) – grecki kodeks uncjalny Nowego Testamentu na pergaminie, datowany metodą paleograficzną na V wiek. Przechowywany jest w Tbilisi. Tekst rękopisu jest wykorzystywany we współczesnych wydaniach greckiego Nowego Testamentu. Jest palimpsestem.

## Opis
Do XX wieku zachowały się tylko 2 pergaminowe karty rękopisu, z greckim tekstem 1. Listu do Tymoteusza (6,4-13) i Listu do Tytusa (1,4-8). Karty kodeksu mają rozmiar 26 na 22 cm. Tekst pisany jest dwiema kolumnami na stronę, 23 linijkami w kolumnie.
Jest palimpsestem, tekst górny pisany jest w języku gruzińskim, zawiera menologium.

## Tekst
Tekst rękopisu reprezentuje aleksandryjską tradycję tekstualną. Kurt Aland zaklasyfikował tekst rękopisu do kategorii II.

## Historia
INTF datuje rękopis na V wiek .
Na listę greckich rękopisów Nowego Testamentu wciągnął go Kurt Aland w 1954 roku, oznaczając go przy pomocy siglum 0240. Rękopis jest wykorzystywany w krytycznych wydaniach greckiego Nowego Testamentu.
Rękopis był badany przez paleografa Orsiniego Pasquale. Grecki tekst fragmentu opublikował Kurt Treu w 1966 roku.
Rękopis jest przechowywany w Gruzińskim Narodowym Centrum Rękopisów (2123, ff. 191, 198) w Tbilisi .